# THE SECRET (우주소녀의 EP)
《THE SECRET》(더 시크릿)은 우주소녀의 두 번째 미니 음반이다. 2016년 8월 17일에 로엔엔터테인먼트에서 발매됐다. 전작 모모모 (MO MO MO)으로부터 6개월만의 발매이며, 걸그룹 아이오아이 팀 활동하고 있는 유연정의 합류로 13인 체제로 발매하게 되는 첫 앨범이다. 2016년 8월 12일에 공식 유튜브 채널을 통해서 〈비밀이야〉의 뮤직비디오의 티저가 공개됐으며, 이틀 뒤인 14일에 이번 앨범의 프리뷰 영상을 공개했다.

## 수록곡
| #            | 제목                                | 작사         | 작곡·편곡    | 재생 시간 |
| ------------ | ----------------------------------- | ------------ | ------------ | --------- |
| 1.           | 〈비밀이야〉 (Secret)               | e.one, 엑시  | e.one        | 3:42      |
| 2.           | 〈BeBe〉                            | e.one, 엑시  | e.one        | 3:18      |
| 3.           | 〈우주키스미〉 (Would You Kiss Me?) | 로빈, 김경   | 로빈         | 3:36      |
| 4.           | 〈짠!〉 (Prince)                    | e.one, 엑시  | e.one        | 3:21      |
| 5.           | 〈ROBOT〉                           | 기리보이     | 기리보이     | 3:39      |
| 6.           | 〈이층침대〉 (Good Night)           | 로빈         | 로빈         | 3:33      |
| 7.           | 〈비밀이야〉 (Chinese Ver.)         | e.one, 엑시  | e.one        | 3:42      |
| 총 재생 시간 | 총 재생 시간                        | 총 재생 시간 | 총 재생 시간 | 23:31     |